# Кшиштоф Кјешловски
Кшиштоф Кјешловски (пољ. Krzysztof Kieślowski; Варшава, 27. јун 1941 — Варшава, 13. март 1996) био је пољски филмски режисер, сценариста и продуцент. Најзначајнији је по серији „Декалог” (1989) и филмовима „Двоструки Живот Веронике” (1991) и филмској „трилогији о три боје”, коју чине остварења: „Три боје: плава” (1993), „Три боје: бела” (1994) и „Три боје: црвена” (1994).
Био је номинован за два Оскара (најбољи режисер и сценариста), као и за три награде БАФТА (најбољи сценарио, режисер, филм) за филм „Три боје: црвено”, а за који је награђен другим местом у категорији Награда удружења њујоршких филмских критичара за најбољу режију. Награђен је и Сребрним медведом на Берлиналу за филм „Три боје: бело”. Награђен је и наградом жирија на Канском филмском фестивалу за „Кратки филм о убијању”.
Данас се Кјешловски сматра једним од најзначајнијих режисера пољске и европске кинематографије. Године 2002. нашао се на другом месту у анкети Sight & Sound за десет најбољих режисера модерног доба. Роџер Иберт је не само укључио „Декалог” и целокупну триологију о три боје у свој попис Великих филмова, већ је 2002. и 2012. „Декалог” укључио у попис 10 најдражих филмова по анкети за часопис Sight & Sound.

## Биографија
Рођен је у Варшави, у Пољској, као син Барбаре (рођене Сзонерт) и Романа Кјешловског. Одрастао је у неколико малих градова, селећи се где год је његов отац инжењер, оболео од туберкулозе, могао да пронађе лечење. Одгајан је као римокатолик и задржао је оно што је назвао „лични и приватни“ однос са Богом. Са шеснаест година похађао је школу за обуку ватрогасаца, али је одустао након три месеца. Без икаквих каријерних циљева, потом је 1957. године уписао Колеџ за позоришне техничаре у Варшави јер је колеџ водио рођак. Желео је да постане позоришни редитељ, али му је недостајала потребна диплома за позоришни одсек, па је изабрао да студира филм као средњи корак.

### Каријера
Напустио је студио и радио као позоришни кројач. Аплицирао је да сутидира на Филмској школи у Лођу, где су претходно Роман Полански и Анджеј Вајду били студенти. Два пута није успео да прође на пријемном. Да би избегао обавезну војну службу за то време, накратко је постао студент уметности, а такође је отишао на драстичну дијету како би постао медицински неспособан за службу. После вишемесечног избегавања позива, 1964. године, из трећег покушаја, примљен је на редитељски смер школе. Похађао је филмску школу у Лођу до 1968. и, упркос државној цензури и забрани путовања у иностранство, могао је да путује по Пољској ради свог документарног истраживања и снимања. Изгубио је интересовање за позориште и одлучио је да снима документарне филмове.

### 1966–1980: Рани рад
Рани документарни филмови Кјешловски фокусирали су се на свакодневни живот становника града, радника и војника. Иако није био отворено политички оријентисан редитељ, убрзо је открио да га је покушај да верно прикаже живот Пољске довео у сукоб са властима. Његов телевизијски филм Радници '71, који приказује раднике како расправљају о разлозима масовних штрајкова 1970. године, приказан је само у драстично цензурисаном облику. После филма Радници '71, он се бавио влашћу у филму Curriculum Vitae, где је комбиновао документарне снимке састанака Политбироа са измишљеном причом о човеку под присмотром званичника. Иако је веровао да је порука филма антиауторитарна, његове колеге су га критиковале због сарадње са владом при продукцији. Редитељ је касније рекао да је напустио снимање документарних филмова због два искуства: цензуре Радника '71, због чега је сумњао да се истина може рећи буквално под ауторитарним режимом, и инцидента на снимању Станице (1981) у којем је део материјала био готово коришћен као доказ у кривичном предмету. Одлучио је да фикција не само да дозвољава више уметничке слободе, већ може истинитије приказати свакодневни живот.

### 1975–1988: пољска филмска каријера
Његов први недокументарни играни филм, Personnel (1975), снимљен је за телевизију и освојио му је прву награду на Филмском фестивалу у Манхајму. И Personnel и његов следећи играни филм, Ожиљак (Близина), били су дела соцреализма са великом глумачком поставом: Personnel је пратио техничаре који раде на сценској продукцији, на основу његовог раног искуства са факултета, а Ожиљак је приказао преокрет у малом граду због лоше планираног индустријског пројекта. Ови филмови су снимљени у документарном стилу са много непрофесионалних глумаца; као и његови ранији филмови, приказивали су свакодневни живот под теретом опресивног система, али без отвореног коментара. Camera Buff (Аматор, 1979) (који је освојио главну награду на 11. Московском међународном филмском фестивалу) и Слепа шансае (Прзипадек, 1981) су се више фокусирали на етичке изборе са којима се суочава један лик а не заједница. Током овог периода, Кјешловски се сматрао делом лабавог покрета са другим пољским редитељима тог времена, укључујући Јануша Кијовског, Анџеја Вајду и Агњешку Холанд, названог Биоскоп моралне анксиозности. Његове везе са овим редитељима, посебно Холандијом, изазвале су забринутост у пољској влади, а сваки од његових раних филмова био је подвргнут цензури и принудном поновном снимању/поновној монтажи, ако не и потпуно забрањен. На пример, Слепа шанса није објављен у земљи све до 1987. године, скоро шест година након што је завршен.
Без краја (Bez końca, 1984) био је можда његов најјаснији политички филм, који приказује политичка суђења у Пољској током ванредног стања, из необичне тачке гледишта духа адвоката и његове удовице. У то време су га оштро критиковали и влада, и дисиденти и црква. Почевши од No End, Кјешловски је блиско сарађивао са двоје људи, композитором Збигњевом Прајзнером и адвокатом на суђењу Кшиштофом Пјесјевичем, које је Кјешловски упознао док је истраживао политичка суђења под ванредним стањем за планирани документарац на ту тему. Пјесјевич је био коаутор сценарија за све наредне филмове Кјешловског.
Прајзнер је направио музичку партитуру за No End и већину наредних филмова Кјешловског и често игра истакнуту улогу. Многи од Прајзнерових дела се помињу и постају предмет расправе од стране ликова филмова као дело (измишљеног) холандског композитора „Ван ден Буденмајер“.
Декалог (1988) је серијал од десет кратких филмова смештених у варшавски стамбени блок. Свака епизода је угрубо заснована на једној од десет заповести и била је реализована за пољску телевизију уз финансирање Западне Немачке  сада важи за један од најхваљенијих филмских циклуса свих времена. Десет једночасовних епизода, које су написали заједно са Кјешловским и Пјесјевичом, првобитно је било намењено десеторици различитих редитеља, али Кишловски није могао да се одрекне контроле над пројектом и сам је режирао све епизоде. Пета и шеста епизода објављене су на међународном нивоу у дужем облику као Кратки филм о убијању и Кратки филм о љубави. Кјешловски је такође планирао да сними пуну верзију Епизоде 9 под насловом Кратки филм о љубомори, али га је исцрпљеност спречила да сними филм, који би био његов тринаести завршени филм за мање од годину дана.

### 1990–1994: Комерцијални успех у иностранству
Последња четири филма Кјесловског, његова комерцијално најуспешнија, биле су стране копродукције, направљене углавном новцем из Француске, а посебно од румунског продуцента Марина Кармица . Они су се фокусирали на морална и метафизичка питања на сличан начин као Декалог и Слепа шанса, али на апстрактнијем нивоу, са мањом глумачком поделом, више унутрашњих прича ликова и мање интересовања за своје заједнице. Пољска се у овим филмовима појавила углавном очима европских аутсајдера.
Први од њих био је Вероникин двоструки живот (La double vie de Veronique, 1990), у којем је глумила Ирен Џејкоб. Комерцијални успех филма обезбедио је Кјешловском средства за његове амбициозне финалне филмове (1993–94), трилогију Три боје (Плаво, Бело, Црвено), која истражује врлине које симболизује француска застава. Трилогија је освојила престижне међународне награде, укључујући Златног лава за најбољи филм на Венецијанском филмском фестивалу и Сребрног медведа за најбољу режију на Берлинском филмском фестивалу, уз три номинације за Оскара.
Кјешловски је најавио повлачење из филмског стваралаштва након премијере свог последњег филма Црвено на Филмском фестивалу у Кану 1994. године.

### Постхумни наставак пројеката
У време своје смрти, Кјешловски је радио са својим дугогодишњим сарадником Пјесјевичом на другој трилогији: Рај, пакао и чистилиште. Након његове смрти, сценарије су адаптирала и продуцирала три различита редитеља: Небо Тома Тиквера 2002. године; Пакао (L'Enfer) Даниса Тановића 2005; и Чистилиште, које још није продуцирано.

### Кастинг
Кјешловски је често користио исте глумце у кључним улогама у својим филмовима, укључујући:
- Артур Барцис у No End, Декалог, Кратки филм о љубави и Кратки филм о убијању
- Александар Бардини у No End, Декалог, Вероникин двоструки живот, и Три боје: Бело
- Тадеуш Брадецки у Camera Buff, No End
- Ирене Јацоб у Вероникин двоструки живот и Три боје: Црвено
- Богуслав Линда у Слепа шанса и Декалог
- Марија Пакулнис у No End и Декалог
- Јержи Штур у The Scar, Camera Buff, Слепа шанса, Декалог и Три боје: Бело
- Гражина Шаполовска у No End, Декалог и Кратки филм о љубави
- Збигњев Замаховски у Декалог и Три боје: Бело
- Јануш Гајош у Декалог и Три боје: Бело

## Лични живот
Кјешовски се оженио својом доживотном љубављу, Маријом (Маризијом) Каутиљо, 21. јануара 1967. током своје последње године филмске школе. Имали су ћерку Марту (рођена 8. јануара 1972) и остали у браку до његове смрти.
За себе је рекао да има „једну добру карактеристику, ја сам песимиста. Увек замишљам најгоре. За мене је будућност црна рупа." Описан је као неко ко „преноси тугу мудраца уморног од света", „замишљеног интелектуалца и песимисте". Током посете САД он је приметио „тежњу за празним причањем комбиновано са веома високим степеном самозадовољства“.

## Смрт
Дана 13. марта 1996, мање од две године након што је отишао у пензију, Кјешловски је умро у 54. години током операције на отвореном срцу након срчаног удара. Сахрањен је на гробљу Повазки у Варшави. На његовом гробу је скулптура палца и кажипрста две руке који чине оквире кадра; како се види кроз филмску камеру. Мала скулптура је у црном мермеру на постољу високом нешто преко метра. Плоча са именом и датумима Кјешловског налази се испод.

## Наслеђе
Кјешловски остаје један од најутицајнијих европских редитеља, а његова дела су укључена у проучавање филмских часова на универзитетима широм света. Књига Кјесловски о Кјесловском из 1993. описује његов живот и рад својим речима, на основу интервјуа Данусије Сток. Он је такође тема биографског филма Кшиштоф Кјешловски: Ја сам тако-тако (1995), редитеља Кшиштофа Вјерзбицког.
Након смрти редитеља, Харви Вајнстин, тадашњи шеф Мирамак Филмс -а, који је дистрибуирао последња четири филма Кјешсловског у САД, написао је некролог за њега у часопису Премјере.
Иако је тврдио да се повлачи након Три боје, у време своје смрти, Кјешловски је радио на новој трилогији која се састојала од Раја, Пакла и Чистилишта и инспирисана Дантеовом Божанственом комедијом. Како је првобитно било замишљено за Декалог, сценарији су наводно били дати другим редитељима на снимање, али прерана смрт Кјешловског значи да је непознато да ли је можда прекршио своју самонаметнуту пензију да би сам режирао трилогију. Једини завршени сценарио, Небо, снимио је Том Тиквер, а премијерно је приказан 2002. на Међународном филмском фестивалу у Берлину. Преостала два сценарија постојала су само као тритмени од тридесет страниц. Пакао у режији босанског редитеља Даниса Тановића са Еманијел Беар у главној улози и који је објављен 2005. Чистилиште, о фотографу убијеном у босанском рату, остало је непроизведено. Филм Надјеја (Нада) из 2007. у режији Иба Курда и Станислава Мухе погрешно је идентификован као трећи део трилогије, али је у ствари неповезан пројекат.
Јержи Стур, који је глумио у неколико филмова Кјешловског и косценариста Camera Buff, снимио је сопствену адаптацију неснимљеног сценарија Кјесловског као Велика животиња (Duże zwierzę) 2000. године.

У предговору за Декалог: Десет заповести, амерички редитељ Стенли Кјубрик је написао:
I am always reluctant to single out some particular feature of the work of a major filmmaker because it tends inevitably to simplify and reduce the work. But in this book of screenplays by Krzysztof Kieślowski and his co-author, Krzysztof Piesiewicz, it should not be out of place to observe that they have the very rare ability to dramatize their ideas rather than just talking about them. By making their points through the dramatic action of the story they gain the added power of allowing the audience to discover what's really going on rather than being told. They do this with such dazzling skill, you never see the ideas coming and don't realize until much later how profoundly they have reached your heart.
Stanley Kubrick
January 1991
Цајрус Фриш је 2012. године гласао за Кратки филм о убијању као један од „најбољих проклетих филмова“ уз коментар: „У Пољској је овај филм био кључан за укидање смртне казне“. Од 1952. часопис Sight & Sound сваких десет година спроводи анкету о најбољим светским филмским режисерима како би одредио десет најбољих филмова свих времена, што је постало најпризнатија анкета те врсте у свету.
Од 2011. године, пољска фондација за савремену уметност Ин Ситу организује Соколовско Филм Фестивал: Омаж Кјешловском. Реч је о годишњем филмском фестивалу у Соколовском, где је Кјешловски провео део своје младости, а комеморација на редитељски рад пројекцијама његових филмова, као и филмова млађих генерација филмских стваралаца из Пољске и Европе, праћена креативним радионицама, трибинама дискусијама, представама, изложбам и концертима.
Гугл је 27. јуна 2021. прославио његов 80. рођендан Гугл дудлом.

## Филмографија
- „Особље” (Personel ТВ драма 1975)
- „Ожиљак” (Blizna 1976)
- „Спокој” (Spokój 1976)
- „Филмски аматер” (Amator 1979)
- „Један кратки радни дан” (Krótki dzień pracy 1981)
- „Без краја” (Bez końca 1985)
- „Вероватни случај” (Przypadek 1987)
- „Декалог” (Dekalog 1988)
- „Кратки филм о убијању” (Krótki film o zabijaniu 1988)
- „Кратки филм о љубави” (Krótki film o miłości 1988)
- „Двоструки живот Веронике” (La Double vie de Véronique/Podwójne życie Weroniki 1991)
- „Три боје: Плаво” (Trois couleurs: Bleu/Trzy kolory: Niebieski 1993)
- „Три боје: Бело” (Trois couleurs: Blanc/Trzy kolory: Biały 1994)
- „Три боје: Црвено” (Trois couleurs: Rouge/Trzy kolory: Czerwony 1994)